# 平筒沼ふれあい公園桜まつり
平筒沼ふれあい公園桜まつり（びょうどうぬまふれあいこうえんさくらまつり）は、宮城県登米市で開催される祭りのひとつである春祭り。

## 概要
登米市南部の、市が管理する平筒沼ふれあい公園で開催され、近年、新しい桜の名所として訪れる観光客が増加してきている。総数約875本の桜が、沼の水面に写り、実際の本数よりも多く感じられる。沼の周囲3kmに渡って遊歩道があり、桜を眺めながらの散策が楽しめる。基本的に、毎年4月中旬から4月下旬に開催だが、桜の開花時期によっては変更する場合がある。祭りの期間中は、18時頃から21時30分までライトアップされ、夜桜を見に訪れる人出も多い。ふれあい橋は、全長188mの浮き桟橋で徒歩で渡れるようになっている。露店や交通整理の係員が出る日あり。桜まつり開催期間中は園内の広場でイベントが催される場合がある。

## 沿革

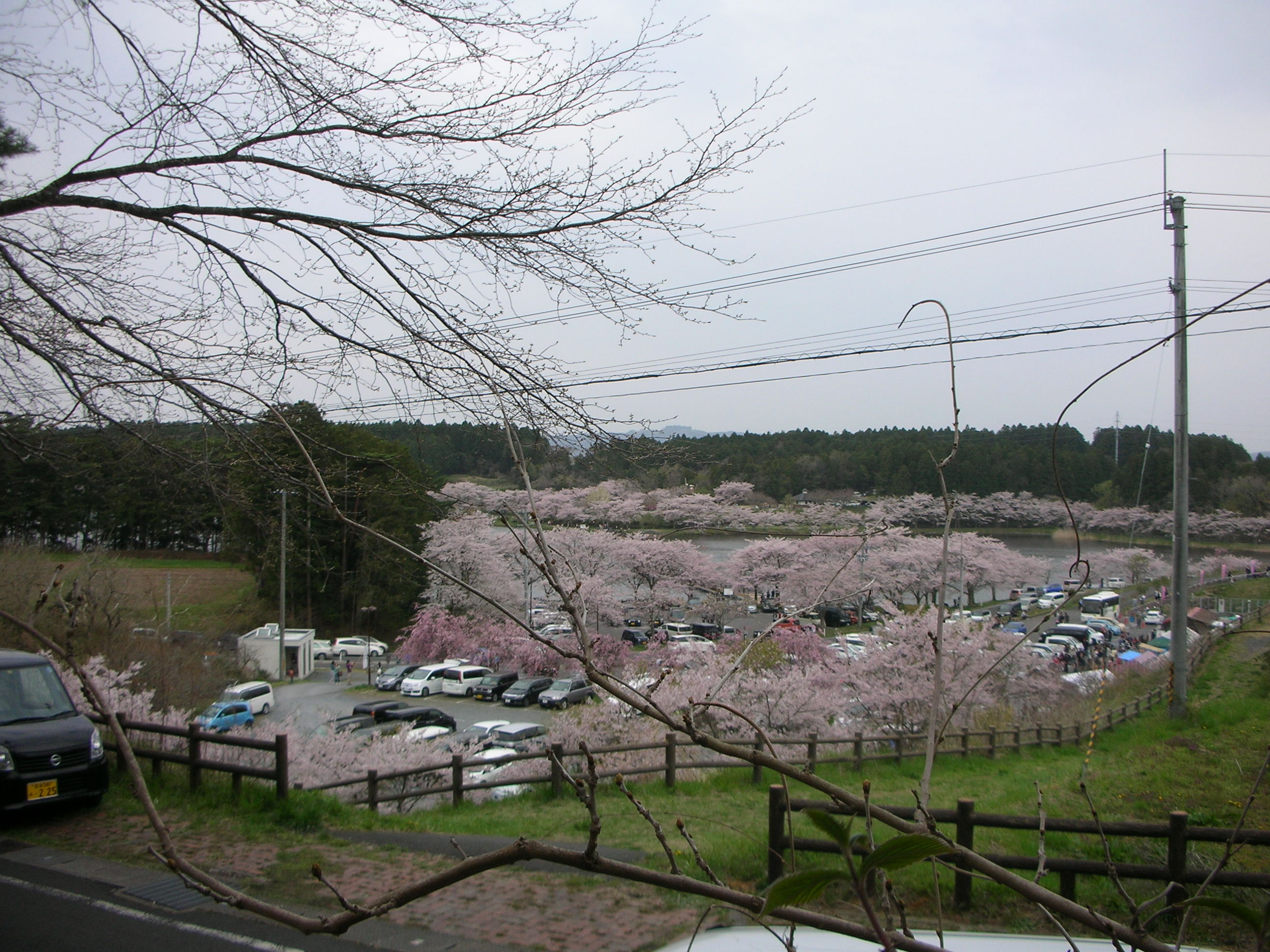
桜まつり　米山側

- 1985年（昭和60年） - 旧・米山町の町民参加で500本の桜を植林する。

## 所在地
- 宮城県登米市米山町桜岡貝待井581-2 の周辺

## 園内施設
- 平筒沼you you館
- 平筒沼農村文化自然学習館
- 平筒沼いこいの森

## 主催
- 平筒沼桜まつり実行委員会事務局（登米市・米山総合支所市民課、豊里総合支所市民課）

## 期間
- 4月中旬～4月下旬

## 入園料・駐車場
入園料 24時間開放 無料
駐車場 無料
- 平筒沼農村文化自然学習館や、公園周辺の複数の場所に無料駐車場があるものの、祭り開催中の休日は満車の場合が多い。

## アクセス
- 東北自動車道古川ICから約45分
- 三陸沿岸道路桃生豊里ICから約15分
- JR東日本陸前豊里駅から車で約8分